# Мухаммад Азім-хан
Мухаммад Азім-хан (пушту عظیم خان; 1785  — 1823) — кабульський і пешаварський хан у 1818—1823 роках.

## Життєпис
Походив з династії Баракзай. Син сардара Паїнди Хана та представниці клану Нусрат. Завдячує своїй кар'єрі братові Фатіх Хану, що був візиром за останніх шахів династії Дуррані. Вперше згадано 1809 року, коли за наказом Махмуд-Шах Дуррані виступив проти Шуджа-Шаха Дуррані, що отаборився тоді в Пешаварі. Зумів відвоювати це місто. За це призначається сардаром (намісником) Пешавару.
У 1812 році брав участь в афгано-сікхському поході до Кашміру. За цим призначається сардаром (намісником) цього регіону. 1813 року брав участь в битві при Аттоці, де разом з братами Фатіх Ханом і Дост Мухаммед Ханом протистояв сікхському війську. Незважаючи на поразку афганців чинив спротив до 1814 року.
Згодом зміцнився в Пешаварі. 1818 року після засліплення брата Фатіх Хана за наказом гератського володаря Махмуд-Шаха Дуррані оголосив про війну тому. Того ж року прийняв титул хана Кабула, а невдовзі (спільно з 4 братами) став ханом Пешавару. 13 жовтня 1818 року завдав поразки Мір Наваб Хану Танолі, набобу Амба, що спробував захопити Пешавар.
Підтримував зведеного брата Наваба Абу'л-Джаббар Хана, який намагався відвоювати Кашмір у сікхів. 1819 року поставив на трон Аюб-Шаха Дуррані, від імені якого керував рештками Дурранійської держави, отримавши титул везир-і азам. Тоді ж відправив брата Яр-Мухаммад Хана (відомого як Агар Хан) на допомогу Джаббар Хану проти магараджі Ранджит Сінґха, але афганці зазнали поразки й остаточно втратили Кашмір.
Намагався зміцнити своє становище, побоючись амбіцій братів Шерділ-хана, правителя Кандагару, Дост Мухаммед Хана і Султан Мухаммед Хана. Для цього вів перемовини з британцями, втім марно. Ті не визнали його прав на трон Афганістану або Кабулу. Змусив Дост Мухаммеда і Султан Мухаммеда визнати свою зверхність, але вів бойові дії проти Шерділ-хана, проте не досяг значних успіхів. Також планував наступ на Герат, де отаборився Махмуд-Шах Дуррані.
1823 року очолив військо проти Ранджит Сінґха, що рушив на Пешавар. Втім у битві біля Новшера зазнав тяжкої поразки, внаслідок чого сікхи захопили Пешаварську долину. Лише саме місто Пешавар трималося. Мухаммад Азім-хан відступив до Кабулу, де невдовзі помер від дизентерії або був вбитий. Йому спадкував син Хабібулла Хан.